# Гальянка (приток Тагила)
Гальянка (устар. Голянка) — река в России, в Свердловской области. Исток реки находится на северо-востоке Весёлых гор. Река Гальянка течёт с юго-запада на северо-восток по городу Нижнему Тагилу, по жилому району Старая Гальянка и впадает в Тагильский пруд в районе улицы Бригадная. На середине своей длины в центре Старой Гальянки, среди частного сектора образует небольшое озеро. Устье реки находится по левому берегу реки Тагил.
Длина — 4 км.